# Kongsvinger IL
El Kongsvinger Idrettslag Toppfotball es un equipo de fútbol de la ciudad de Kongsvinger del condado de Hedmark, fundado en 1892. Juega en el Gjemselund Stadion. Parte del Kongsvinger Idrettslag, como muchos clubes de fútbol, también acoge otras disciplinas deportivas en el seno del club.
Kongsvinger compitió en la Tippeligaen en el 2010, la máxima categoría del fútbol noruego tras ascender mediante promoción al final de la temporada 2009. Sin embargo la estadía en 1ª división apenas duró una temporada ya que descendió nuevamente.

## Uniforme
- Uniforme titular: Camiseta roja, pantalón y medias blancas.
- Uniforme alternativo: Camiseta negra, pantalón negro y medias negras.

## Jugadores

### Jugadores destacados
| - Øivind Tomteberget - Even Pellerud - Arnfinn Engerbakk - Dag Riisnæs - Stig Inge Bjørnebye - Randall Brenes | - Christer Basma - Erik Holtan - Geir Frigård - Jon Inge Høiland - Kjell Roar Kaasa - Vidar Riseth |

## Palmarés
- Fair Play ligaen: 2

2015, 2021

## Participación en competiciones de la UEFA
| Temporada | Torneo             | Ronda | Club      | Casa | Visita | Global |
| --------- | ------------------ | ----- | --------- | ---- | ------ | ------ |
| 1993–94   | UEFA Cup           | 1     | Öster     | 4–1  | 3–1    | 7–2    |
| 1993–94   | UEFA Cup           | 2     | Juventus  | 1–1  | 0–2    | 1–3    |
| 1998      | UEFA Intertoto Cup | 1     | Ebbw Vale | 3–0  | 6–1    | 9–1    |
| 1998      | UEFA Intertoto Cup | 2     | Twente    | 0–2  | 0–0    | 0–2    |

## Récords
- Más apariciones: Øivind Tomteberget: 660
- Goleador Histórico: Cato Holtet: 46
- Mayor victoria: 6-0 vs Start (local en 1985) Djerv 1919 (local en 1989) y Fyllingen (local en 1993)
- Peor derrota: 0-8 vs Tromsø (visita en 1995) y Strømsgodset (visita en 1997)
- Mayor asistencia a un partido en casa: 10.213; KIL-Juventus 1993, jugado en el Ullevaal Stadion
- Mayor asistencia a un partido en el Gjemselund Stadion: 6.794; KIL-Vålerenga 1983